# 리형무
리형무(1991년 11월 4일~)는 조선민주주의인민공화국의 축구 선수로 포지션은 수비수이며 현재 4.25체육단 소속이다.

## 구단 경력
2011년 소백수체육단 입단 후 2018년까지 팀의 주축 수비수로 활동하며 2016년 백두산체육대회 준우승, 2016년 포천보체육대회 준우승, 2017년 홰불컵 우승 등에 기여했고  2018년 4.25체육단으로 둥지를 옮겨 북한 1부 리그 2018-19 시즌 우승, 2019년 AFC컵 준우승에 이바지했다.

## 국가대표팀 경력
2012년 AFC 챌린지컵 본선 엔트리에 합류하여 단 1경기 출장에 그쳤지만 팀 우승의 기쁨을 맛보았다.

## 수상

### 구단
소백수체육단
- 백두산체육대회 : 준우승 (2016년)
- 포천보체육대회 : 준우승 (2016년)
- 홰불컵 : 우승 (2017년)

 4.25체육단
- 조선민주주의인민공화국 1부 리그 : 우승 (2018-19)
- AFC컵 : 준우승 (2019년)

### 국가대표팀
조선민주주의인민공화국
- AFC 챌린지컵 : 우승 (2012년)